# San Giorgio in Bosco
San Giorgio in Bosco é uma comuna italiana da região do Vêneto, província de Pádua, com cerca de 5.828 habitantes. Estende-se por uma área de 28 km², tendo uma densidade populacional de 208 hab/km². Faz fronteira com Campo San Martino, Cittadella, Fontaniva, Grantorto, Piazzola sul Brenta, Tombolo, Villa del Conte.

## Demografia
| Variação demográfica do município entre 1861 e 2011                               |
|                                                                                   |
| Fonte: Istituto Nazionale di Statistica (ISTAT) - Elaboração gráfica da Wikipedia |